# 五本の指
『五本の指』（ごほんのゆび、5 Fingers）は、ジョーゼフ・L・マンキーウィッツ監督による1952年のアメリカ映画で、第二次世界大戦中の実話を基にしたルートヴィヒ・カール・モイツィシュの著書『キケロ作戦』を原作としたスパイ映画である。

## キャスト
- ジェームズ・メイソン
- ダニエル・ダリュー
- オスカー・カールウェイズ
- マイケル・レニー
- ウォルター・ハムデン
- ハーバート・バーゴフ

## 映画賞受賞・ノミネート
| 賞・映画祭           | 部門   | 候補                            | 結果       |
| -------------------- | ------ | ------------------------------- | ---------- |
| アカデミー賞         | 監督賞 | ジョーゼフ・L・マンキーウィッツ | ノミネート |
| アカデミー賞         | 脚色賞 | マイケル・ウィルソン            | ノミネート |
| ゴールデングローブ賞 | 脚本賞 | マイケル・ウィルソン            | 受賞       |

## テレビドラマ化
1959年にテレビドラマ版が放送された。日本でも『スパイ・五本の指』の題で放送された。